# Polyisocyanurate

Isocyanurat-Strukturelement

Polyisocyanurate (Kurzzeichen PIR) sind den Polyurethanen (PUR) verwandte Kunststoffe, die speziell zur Wärmedämmung eingesetzt werden. Der Anteil von Diphenylmethandiisocyanat (MDI) ist höher als bei PUR. Weiterhin wird als Reaktionspartner ein Polyesterpolyol anstelle eines Polyetherpolyols verwendet. Als Strukturelement in PIR kommt die Isocyanursäure vor.

## Herstellung und Eigenschaften

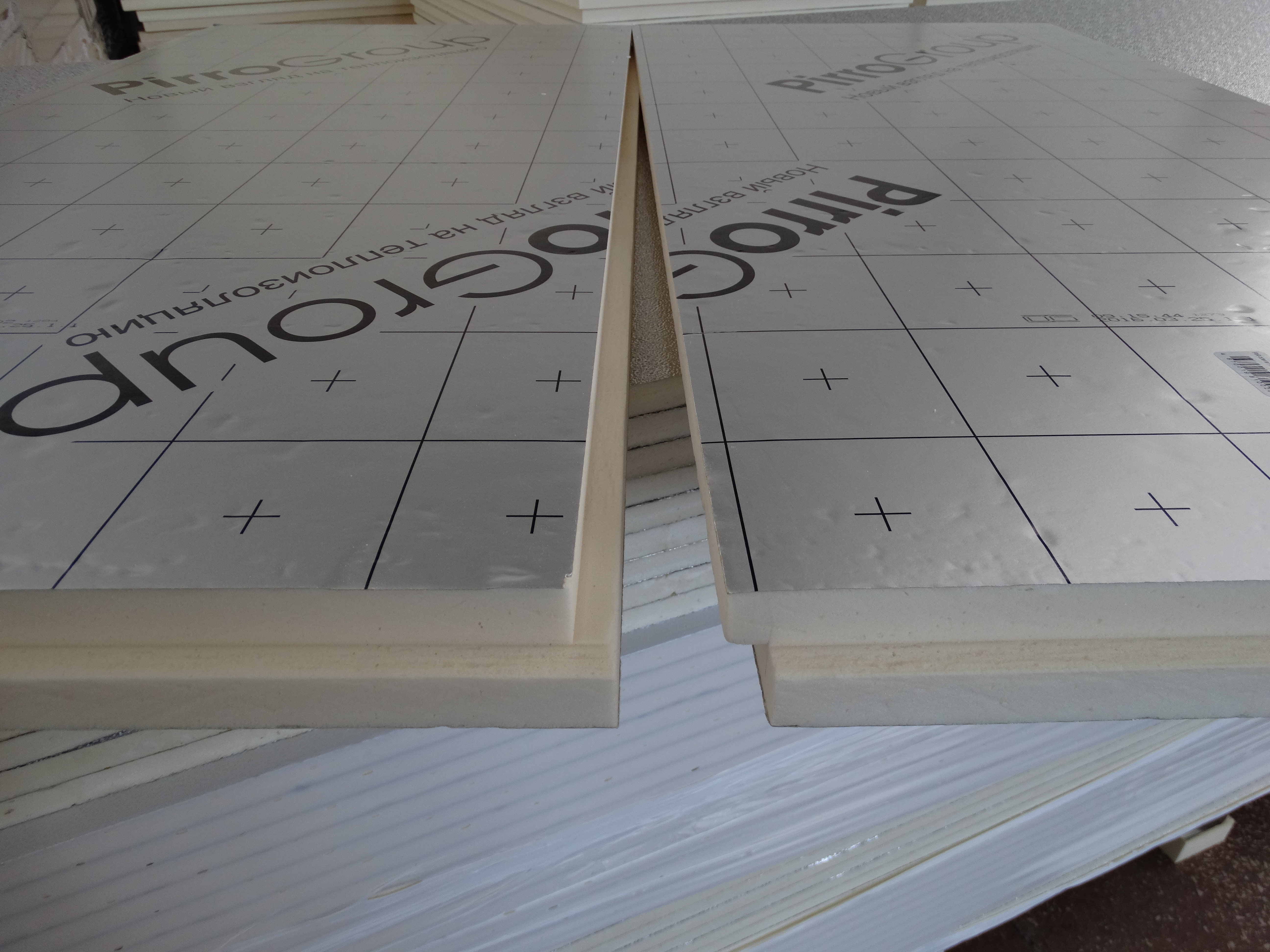
PIR-Dämmplatten

Die Reaktion von MDI und Polyol findet bei höheren Temperaturen als bei der Herstellung von Polyurethan statt. Bei diesen erhöhten Temperaturen reagiert das MDI auch mit sich selbst unter Bildung starker Ketten von Isocyanurat. Diese Quervernetzung ist stärker als normale Bindungen im Polyurethan und deshalb schwerer zu brechen. PIR ist chemisch und thermisch stabiler als PUR, der Abbau beginnt über 400 °C. PIR hat ein typisches MDI/Polyol-Verhältnis von 2:1 bis 5:1, bei PUR liegt das Verhältnis bei 1:1. Die Steifigkeit des Materials steigt nichtlinear mit dem Verhältnis an.

## Verwendung
PIR wird vor allem als Schaum produziert und in Form von Hartschaumplatten zur Wärmedämmung von Gebäuden verwendet. Seine Wärmeleitfähigkeit hat einen typischen Wert von 0,023 W/(m K), der einer der niedrigsten von klassischen Dämmstoffen ist.
Die Platten werden auch mit ein- oder beidseitiger Kaschierung aus Aluminiumfolie angeboten, um den Eintritt von Wasserdampf in die Platte zu verhindern, der die Wärmeleitfähigkeit erhöhen würde. Es werden auch Platten mit einseitiger Spanplatten-Auflage angeboten, welche die Befestigung von Lasten an der Platte mit einfachen Holz- bzw. Spanplattenschrauben ermöglicht.

## Brandgefahr
PIR-Dämmplatten sind bei den vorgeschriebenen Brandtests selbstverlöschend oder verkohlend, jedoch brennbar bei hoher Umgebungstemperatur, z. B. durch Wärmestau, wie er beim Brand des Grenfell Towers auftrat. Die Brandsicherheit liegt höher als bei PUR-Dämmplatten. 
In Deutschland darf PIR-Dämmung auf Grund der Brennbarkeit nicht bei Hochhäusern, sondern nur bei Gebäuden angebracht werden, deren Stockwerke mit einer Drehleiter erreichbar sind.

## Normen
- EN 13165 Wärmedämmstoffe für Gebäude – Werkmäßig hergestellte Produkte aus Polyurethan-Hartschaum (PU) – Spezifikation.